# 篠原町 (名古屋市)
篠原町（しのはらちょう）は、愛知県名古屋市中川区の地名。9つの小字が設置されている。

## 地理
名古屋市中川区東部に位置する。大部分が町名整理により他の町名に編入されたため、現在は中川運河の河川用地や神社敷地など僅かな地域に字三反所・字三ツ屋前・字宮浦などが残存するのみである。

### 字一覧
篠原町とその前身である篠原村の小字は以下の通り。消滅した字については背景色    で示す。
| 字                             | 字                           |
| ------------------------------ | ---------------------------- |
| 牛池（うしいけ）               | 内野（うちの）               |
| 押切（おしきり）               | 折ノ川（おりのかわ）         |
| 影浦（かげうら）               | 上野田（かみのだ）           |
| 上八田所（かみはったしょ）     | 九十ケ池（くじゅうがいけ）   |
| 五ケ村落（ごかそんおち）       | 三反所（さんたんしょ）       |
| 蜆掻場（しじみかきば）         | 下野田（しものだ）           |
| 下八田所（しもはったしょ）     | 外浦（そとうら）             |
| 土取（つちとり）               | 中通（なかとおり）           |
| 縄境（なわざかい）             | 西井領（にしいりょう）       |
| 西古新田（にしこしんでん）     | 西高畑西（にしたかばたにし） |
| 西高畑東（にしたかばたひがし） | 西元屋敷（にしもとやしき）   |
| 灰池（はいいけ）               | 八瀬軒（はつせけん）         |
| 八畝割北（はつせわりきた）     | 八畝割南（はつせわりみなみ） |
| 八田所（はったしょ）           | 東井領（ひがしいりょう）     |
| 東古新田（ひがしこしんでん）   | 東元屋敷（ひがしもとやしき） |
| 丸池（まるいけ）               | 三ツ浦（みつうら）           |
| 三ツ屋前（みつやまえ）         | 宮浦（みやうら）             |
| 向山北（むこうやまきた）       | 向山南（むこうやまみなみ）   |
| 元屋敷（もとやしき）           | 与八前（よはちまえ）         |
| 六千棒（ろくせんぼう）         | 六女子（ろくにょうし）       |
| 割目（わりめ）                 |                              |

## 歴史
愛知郡丸米野村と八ツ屋村が合併して成立した篠原村を前身とする。

### 行政区画の変遷
- 1878年（明治11年）12月28日 - 丸米野村・八ツ屋村が合併により、愛知郡篠原村となる[2]。
- 1889年（明治22年）10月1日 - 合併により、愛知郡松葉村大字篠原となる[2]。
- 1906年（明治39年）5月10日 - 合併により、愛知郡常磐村大字篠原となる[2]。
- 1921年（大正10年）8月22日 - 合併により、名古屋市中区篠原町となる[2]。
- 1937年（昭和12年）10月1日 - 中川区編入により、同区篠原町となる[2]。
- 1952年（昭和27年）1月15日 - 一部が中川区三ツ屋町・上脇町・丸米町・太平通に編入される[2]。
- 1960年（昭和35年）3月20日 - 一部が中川区太平通に編入される[2]。

その他、一部が中川区宮脇町・大畑町・清船町・八家町・福船町・好本町・蔦元町・富船町・篠原橋通・小塚町・松ノ木町・押元町・小本本町・葉池町・中野新町にそれぞれ編入されている。